# Ábrego
Ábrego ist eine Gemeinde (municipio) im Departamento Norte de Santander in Kolumbien.

## Geografie
Ábrego liegt im Nordwesten von Norte de Santander 26 km von Ocaña entfernt auf einer Höhe von 1380 m ü. NN und hat eine Durchschnittstemperatur von 20 °C. Die Gemeinde grenzt im Norden an La Playa de Belén und Hacarí, im Süden an Cáchira und La Esperanza, im Osten an Villa Caro, Sardinata und Bucarasica und im Westen an Ocaña sowie an San Alberto und San Martín im Departamento del Cesar.

## Bevölkerung
Die Gemeinde Ábrego hat 39.443 Einwohner, von denen 18.100 im städtischen Teil (cabecera municipal) der Gemeinde leben (Stand: 2019).

## Geschichte
Auf dem Gebiet des heutigen Ábrego lebten vor der Ankunft der Spanier die indigenen Völker der Unaramas, Turmeros, Orokes, Bucuramas, Orotomas, Carasicas und Seborucos. In der Kolonialzeit wurde das Gebiet unter dem Namen Llanos de la Cruz im Encomienda-System ausgebeutet. Der Ort selbst wurde 1810 nach der Schenkung des Geländes für den Bau der Häuser gegründet. Seit 1930 hat Ábrego seinen heutigen Namen.

## Wirtschaft
Der wichtigste Wirtschaftszweig von Ábrego ist die Landwirtschaft, wobei insbesondere Zwiebeln, Bohnen, Tomaten, Tabak, Mais, Kaffee und sonstiges Gemüse angebaut werden. Zudem gibt es Tierhaltung.